# Gudbrand Tandberg
Gudbrand Tandberg (6. marts 1851 i Nes i Hallingdal-1929) var en norsk landbrugsdirektør.
Tandberg gennemgik 1869—71 Aas højere
Landbrugsskole, opholdt sig 1875—76 i
Danmark og Sverige for at uddanne sig som
Landbrugsingeniør og var fra 1877 ansat som
saadan i det nordenfjeldske. Efter at have studeret
skotske Landbrugsforhold sendtes han
Efteraaret 1888 som Landbrugskonsulent til England
for at aabne norske Produkter Marked her, blev
ved Hjemkomsten 1893 ansat som
Landbrugssekretær i det daværende Landbrugsdirektorat
og gik ved Landbrugsdepartementets Oprettelse
1900 ind i dette, hvor han 1905 blev
Landbrugskonsulent, senere Landbrugsdirektør; Afsked
1918. Han har bl.a. udgivet »Kortfattet
Vejledning i Bygningsvæsenet paa Landet« (1885; 6.
Udg. ved Ivar Næss 1925), og sammen med
Nils Ødegaard »Haandbog for Landmænd« (1880),
der begge henregnes til de bedste Værker i
norsk Landbrugslitteratur.